# Província de Mizque

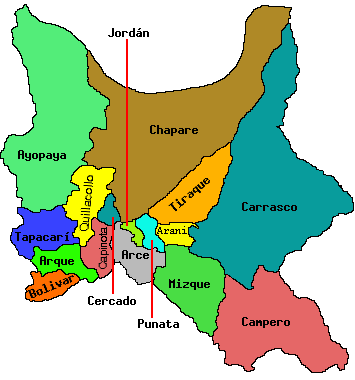
Les províncies del Departament de Cochabamba.

La província de Mizque és una de les 16 províncies del Departament de Cochabamba, a Bolívia. La seva capital és Mizque.